# Arkas Spor Kulübü
L'Arkas Spor Kulübü è una società polisportiva turca con sede a Smirne.
La polisportiva è attiva nei seguenti sport:
- pallavolo, con una squadra maschile e una squadra femminile
- nuoto
- vela